# جوی ایر
جوی ایر (به انگلیسی: Joy Air) یک شرکت هواپیمایی با کد یاتا JR است که در تاریخ ۲۹ مارس ۲۰۰۸ میلادی تأسیس شده و در تاریخ ۱ ژوئن ۲۰۰۹ فعالیتش را آغاز کرده‌است.
قطب این شرکت هواپیمایی در فرودگاه بین‌المللی شی‌آن شیان‌یانگ قرار دارد و به ۱۷ مقصد، پرواز مستقیم انجام می‌دهد.